# 台湾透镜蜗牛
台湾透镜蜗牛（学名：Otesiopsis taiwanica）是柄眼目鳖甲蜗牛科透镜蜗牛属的一种。

## 分佈
本物種由當時日本本土的軟體動物學家黑田德米最先發表，只分佈於台湾，見於及綠島。
常栖息在落叶层或是姑婆芋叶子上。

## 外部連結
- 維基物種上的相關：台湾透镜蜗牛